# 고고 (고구려)
고고(高顧, ?~?)는 서진 영가(307~312) 연간에 영가의 난이 일어나자 난리를 피해, 고구려에 망명하여, 요동에 정착한 인물이다. 그의 후손인 고조(북위)는 5세기 말에 북위로 돌아갔다.

## 관련인물
- 서진
- 고무 (고구려)